# Ignacio de la Llave (kommun)
Ignacio de la Llave är en kommun i Mexiko.   Den ligger i delstaten Veracruz, i den sydöstra delen av landet, 300 km öster om huvudstaden Mexico City. Antalet invånare är 17 370. Arean är 397 kvadratkilometer.
Terrängen i Ignacio de la Llave är mycket platt.
Följande samhällen finns i Ignacio de la Llave:
- Mixtequilla
- Zacate Colorado Segundo
- El Zapote
- Palma Cuata
- Zacate Colorado Primero
- El Salitral
- Moyotla
- El Salto
- Villanueva
- El Aguacate
- Potrero Nuevo
- Sabaneta
- Pozo de Arena
- Paso de las Mulas
- La Encantada
- Nuevo Santa Rosa
- Palma de Coco
- Zanja del Barro
- El Mangal
- Rincón del Tigre
- La Cerquilla
- Lobato y Totulco
- La Isleta de Panamá
- Punta Limón